# کریستین هاینریش
کریستین هاینریش (انگلیسی: Christian Heinrich؛ زادهٔ ۱۳ ژانویهٔ ۱۹۹۶) بازیکن فوتبال اهل آلمان است.